# Aasha Mehreen Amin
Aasha Mehreen Amin é uma jornalista e escritora de Bangladesh, ex-editora da revista semanal Star. Atualmente, é editora adjunta sênior, Editorial e de opinião, do The Daily Star.

## Biografia
Aasha Mehreen Amin nasceu em Daca, Bangladesh. Ela estudou no Boston College, Massachusetts, Estados Unidos da América, graduando-se como bacharel em ciências em 1991. Ela começou a trabalhar como redatora de reportagens no The Daily Star, o maior jornal de língua inglesa de circulação em Bangladesh, em junho de 1991. Ela recebeu uma bolsa de jornalismo da Universidade da Califórnia em Berkeley, onde estudou jornalismo ambiental e investigativo em 1993. Ela é a editora do semanário Star publicado pelo The Daily Star, cargo que ocupa desde 1996. Ela publica sua própria coluna satírica na revista chamada Postscript e uma coluna de eventos atuais No Strings Attached no jornal. Ela é editora adjunta da seção Editorial e Op-ed do The Daily Star.

## Vida pessoal
Aasha Mehreen Amin é casada e tem um filho. Sua mãe, Razia Khan Amin, era jornalista e professora da Universidade de Daca, e seu avô, Maulvi Tamizuddin Khan, foi presidente do parlamento do Paquistão.